# Station Nagaokakyo
Station Nagaokakyō (長岡京駅, Nagaokakyō-eki) is een spoorwegstation in de Japanse  stad Nagaokakyō. Het wordt aangedaan door de JR Kioto-lijn. Het station heeft vier sporen, waarvan sporen één en vier bestemd zijn voor doorgaande treinen.

## Treindienst

### JR West
| 1 | ■ Doorgaande treinen |                                         |
| 2 | ■ JR Kioto-lijn      | richting Kioto en Kusatsu               |
| 3 | ■ JR Kioto-lijn      | richting Osaka, Shin-Osaka en Sannomiya |
| 4 | ■ Doorgaande treinen |                                         |

## Geschiedenis
Het station werd in 1931 geopend als station Kotari, naar het nabijgelegen dorp. In 1995 kreeg het station de huidige naam, naar de nieuw gevormde stad.

## Overig openbaar vervoer
Bussen van Hankyu en stadsbussen van Kioto en Nagaokakyō.

## Stationsomgeving
Het station is door middel van voetgangersbruggen verbonden met een aantal omringende gebouwen en het stationsplein.  
- Friend Market (supermarkt)
- Hoofdkantoor van Murata Manufacturing

(Biwako-lijn<<) · Kyoto · Nishiōji · Katsuragawa · Mukōmachi · Nagaokakyō · Yamazaki · Shimamoto · Takatsuki · Settsu-Tonda · Ibaraki · Senrioka · Kishibe · Suita · Higashi-Yodogawa ·  Shin-Ōsaka · Ōsaka · (>>JR Kōbe-lijn) 